# Thomas Sackville
Thomas Sackville, conde de Dorset (Worthing, (Sussex), 1536 — Londres, 19 de abril de 1608) foi um estadista, dramaturgo e poeta inglês do Renascimento.

## Vida
Sackville era filho de Sir Richard Sackville, MP († 1566) de seu casamento com Winifred Brydges († 1586), que se casou com John Paulet, 2º Marquês de Winchester, em 1568. Por parte de pai, ele era neto do parlamentar John Sackville e segundo sobrinho da rainha consorte Ana Bolena, que foi executada no ano de seu nascimento.
Educado nas universidades de Oxford e Cambridge, ele se estabeleceu em Londres em 1553 e foi admitido na ordem dos advogados do Inner Temple em 1555. Ele foi eleito deputado pelo condado de Westmorland em 1558, East Grinstead Borough em 1559 e Aylesbury Borough em 1563. Em 1567 ele foi nomeado Cavaleiro Solteiro. Sob a rainha Elizabeth I, ele viajou como embaixador inglês de 1571 a 1572 e novamente em 1591 para a França e 1586 para a Holanda. Entre outros cargos ocupou o cargo de Comissário para Processos Estaduais, e foi ele quem pronunciou a sentença de morte da Rainha Maria I da Escócia. Em 1599 ele se tornou Lorde do Tesouro ("Lord High Treasurer"). Ele escreveu suas obras mais importantes na década de 1550. As mais importantes são a coleção "Um espelho para magistrados" e a tragédia "Gorboduc". O mais antigo drama inglês em versos em branco, a tragédia foi co-autoria com Thomas Norton e encenada pela primeira vez em 1562 diante da rainha Elizabeth I da Inglaterra. Suas mansões, Knole Houseem Kent e Michelham Priory, são bem conhecidos na Inglaterra.
Em 8 de junho de 1567, ele foi nomeado nobre hereditário como Barão Buckhurst, de Buckhurst no condado de Sussex, e foi admitido na Câmara dos Lordes. Em 1589 foi aceito como Cavaleiro Companheiro da Ordem da Jarreteira. Em 13 de março de 1604, ele também recebeu o título hereditário de Conde de Dorset.
A partir de 1555 ele foi casado com Cecily Baker, filha de Sir John Baker. Com ela teve seis filhos. Com sua morte, seu filho sobrevivente mais velho, Robert Sackville, herdou seus pares.